# Metropolia Cochabamby
Metropolia Cochabamby – metropolia rzymskokatolicka w Boliwii utworzona 30 lipca 1975 roku.

## Diecezje wchodzące w skład metropolii
- Archidiecezja Cochabamby
  - Diecezja Oruro
  - Prałatura terytorialna Aiquille

## Biskupi
- Metropolita: abp Oscar Omar Aparicio Céspedes (od 2014) (Cochabamba)
- Sufragan: bp Krzysztof Białasik (od 2005) (Oruro)
- Sufragan: bp Jorge Herbas Balderrama (od 1999) (Aiquille)

## Główne świątynie
- Katedra metropolitalna św. Sebastiana w Cochabambie
- Katedra Wniebowzięcia Najświętszej Marii Panny w Oruro
- Katedra św. Piotra w Aiquille